# Galebre-Galébouo
Galebre-Galébouo è una città e sottoprefettura della Costa d'Avorio appartenente al dipartimento di Gagnoa. Conta una popolazione di 33 269 abitanti (censimento 2014).